# Список російських художників
Алфавітний список російських художників

## А
- Абакумов Михайло Георгійович (1948—2010)

## Б
- Бабасюк Микола Лукич[ru] (1914—1983)
- Баганц Федір Федорович[ru] (1834—1873)
- Бакст Леон Миколайович (1866—1924)
- Бенуа Олександр Миколайович (1870—1960)
- Білібін Іван Якович (1876—1942)
- Борисов-Мусатов Віктор Ельпідіфорович (1870—1905)
- Бредов Альберт (1828—1899)
- Брюллов Карл Павлович (1799—1852)
- Булатов Ерік Володимирович (нар. 1933)

## В
- Вакуров Іван Петрович[ru] (1885—1968)
- Васнецов Віктор Михайлович (1848—1926)
- Венеціанов Олексій Гаврилович (1780—1847)
- Верещагін Петро Петрович (1834—1886)

## Г
- Грабар Ігор Емануїлович (1871—1960)
- Ге Микола Миколайович (1831—1894)
- Гончарова Наталія Сергіївна (1881—1962)

## Д
- Дейнека Олександр Олександрович (1899—1969)
- Добровольський Микола Флоріанович (1837—1900)

## Ж
- Фірс Сергійович Журавльов[ru] (1836—1901)

## З
- Заньковський (Занковський) Ілля Миколайович (1832—1919)
- Звєрев Анатолій Тимофійович (1931—1986)

## І
- Іванов Олександр Андрійович (1806—1858)

## К
- Кандинський Василь Васильович (1866—1944)
- Касаткін Микола Олексійович (1859—1930)
- Кіпренський Орест Адамович (1782—1836)
- Кончаловський Петро Петрович (1876—1956)
- Кожин Семен Леонідович (нар. 1979)
- Коровін Костянтин Олексійович (1861—1939)
- Крамськой Іван Миколайович (1837—1887)
- Куїнджі Архип Іванович (1842—1910)
- Кустодієв Борис Михайлович (1878—1927)

## Л
- Лансере Євген Євгенович (1875—1946)
- Ларіонов Михайло Федорович (1881—1964)
- Левітан Ісаак Ілліч (1860—1900)
- Лентулов Аристарх Васильович (1882—1943)
- Ліпгарт Ернест (1847—1932)

## М
- Маковський Микола Єгорович (1841—1886)
- Малявін Філіп Андрійович (1869—1940)
- Менк Володимир Карлович (1856—1920)
- Мясоєдов Григорій Григорович (1834—1911)

## Н
- Нестеров Михайло Васильович (1862—1942)
- Новоскольцев Олександр Никанорович (1853—1919)

## П
- Перепльотчиков Василь Васильович (1863—1918)
- Перов Василь Григорович (1833/1834 — 1882)
- Петров-Водкін Кузьма Сергійович (1878—1939)
- Полєнов Василь Дмитрович (1844—1927)
- Прянішников Іларіон Михайлович (1840—1894)

## Р
- Реріх Микола Костянтинович (1874—1947)
- Рєпін Ілля Юхимович (1844—1930)
- Рокотов Федір Степанович (1735—1808)
- Рубльов Андрій (1360?—1432)

## С
- Саврасов Олексій Кіндратович (1830—1897)
- Семирадський Генріх Іполитович (1843—1902)
- Серебрякова Зінаїда Євгенівна (1884—1967)
- Сєров Валентин Олександрович (1865—1911)
- Сомов Костянтин Андрійович (1869—1936)
- Суриков Василь Іванович (1848—1916)

## Т
- Тиранов Олексій Васильович (1808—1859)

## Ф
- Федотов Павло Андрійович (1815—1852)
- Філонов Павло Миколайович (1883—1941)
- Флавицький Костянтин Дмитрович (1830—1866)

## Ц
- Цвайгенбаум Ізраїль Йосипович (1961)

## Ш
- Шишкін Іван Іванович (1832—1898)